# キアベ
キアベ (英語: kiawe) はフアランゴ (huarango) などとも呼ばれ、マメ科ネムノキ亜科に属する灌木。南米のコロンビア、エクアドル、ペルーなどの乾燥地域が原産である。原産地では絶滅が危惧されているが、侵略的外来種となっている地域も多い。ハワイなどでは在来種を駆逐もしている。材は堅く、建築材料になるだけでなく、バーベキュー用の燃料としても利用される。花は薄緑の房状で、ミツバチにより蜜を採ることもある  。